# Unione Sportiva Cremonese 1996-1997
Questa pagina raccoglie i dati riguardanti l'Unione Sportiva Cremonese nelle competizioni ufficiali della stagione 1996-1997.

## Stagione
Nella stagione 1996-97 la Cremonese disputa il campionato di Serie B, terminando all'ultimo posto in classifica con soli 32 punti e retrocedendo per il secondo anno consecutivo. Un salto all'indietro dalla Serie Alla Serie C1. Il ciclo d'oro dei grigiorossi, dopo anni di soddisfazioni è finito. L'allenatore designato per questa stagione è Fausto Silipo, ma Coppa Italia a parte, le cose in campionato si mettono subito male ed ai primi di novembre viene chiamato l'esperto Nedo Sonetti, il girone di andata si chiude con 18 punti, al penultimo posto, nel girone di ritorno si fa ancora peggio, sono raccolti solo 14 punti, ai primi di maggio la vittoria di Foggia illude, ma le speranze crollano a Venezia, dove i grigiorossi sciupano un doppio vantaggio da (0-2) a (3-2). Così dopo sedici anni la Cremonese torna in Serie C1. Meglio in Coppa Italia dove i grigiorossi superano i primi tre turni in gara unica, eliminando Como, Udinese e Cesena, per cedere poi al Bologna nel doppio confronto dei quarti di finale.

## Rosa
| N. |                   | Ruolo | Calciatore         |
| -- | ----------------- | ----- | ------------------ |
| 12 | Italia (bandiera) | P     | Giorgio Bianchi    |
| 1  | Italia (bandiera) | P     | Domenico Doardo    |
|    | Italia (bandiera) | D     | Gianni Acquilini   |
| 6  | Italia (bandiera) | D     | Corrado Verdelli   |
|    | Italia (bandiera) | D     | Riccardo Castagna  |
|    | Italia (bandiera) | D     | Paolo Castellini   |
| 5  | Italia (bandiera) | D     | Giovanni Dall'Igna |
| 23 | Italia (bandiera) | D     | Fabio Di Sauro     |
|    | Italia (bandiera) | D     | Cristian Forlani   |
|    | Italia (bandiera) | D     | Marco Pedretti     |
| 28 | Italia (bandiera) | D     | Alessandro Pedroni |
| 13 | Italia (bandiera) | D     | Marco Steffani     |
| 2  | Italia (bandiera) | D     | Massimo Susic      |
| 4  | Italia (bandiera) | C     | Gianni Cristiani   |
| 18 | Italia (bandiera) | C     | Ettore Ferraroni   |

| N. |                       | Ruolo | Calciatore         |
| -- | --------------------- | ----- | ------------------ |
| 26 | Italia (bandiera)     | C     | Francesco Gallo    |
| 8  | Italia (bandiera)     | C     | Marco Giandebiaggi |
| 25 | Italia (bandiera)     | C     | Simone Guarneri    |
| 19 | Italia (bandiera)     | C     | Vanni Pessotto     |
| 10 | Italia (bandiera)     | C     | Riccardo Maspero   |
| 3  | Italia (bandiera)     | C     | Angelo Orlando     |
|    | Italia (bandiera)     | C     | Gianluca Petrachi  |
| 15 | Jugoslavia (bandiera) | C     | Marko Perović      |
| 27 | Italia (bandiera)     | A     | Giorgio Bresciani  |
| 16 | Italia (bandiera)     | A     | Roberto Manfredi   |
| 9  | Australia (bandiera)  | A     | John Aloisi        |
|    | Italia (bandiera)     | A     | Matteo Serafini    |
| 31 | Italia (bandiera)     | A     | Manuel Tinelli     |
| 11 | Italia (bandiera)     | A     | Walter Mirabelli   |

## Risultati

### Campionato

#### Girone di andata
| Arbitro: | Sirotti (Forlì) |

|             |           |  |
| Cossato 42’ | Marcatori |  |

| Arbitro: | Tombolini (Ancona) |

|                           |           |                     |
| Maspero 24’ Mirabelli 42’ | Marcatori | 87’ (rig.) Masolini |

| Arbitro: | Lana (Torino) |

|                         |           |  |
| Bonomi 59’ Verolino 90’ | Marcatori |  |

| Arbitro: | Pin (Conegliano) |

|  |           |               |
|  | Marcatori | 56’ D'Aloisio |

| Arbitro: | Piretti (Ravenna) |

|            |           |  |
| Pisano 87’ | Marcatori |  |

| Cremona 13 ottobre 1996 6ª giornata | Cremonese            | 0 – 0 | Padova | Stadio Giovanni Zini\| Arbitro: \| Farina (Novi Ligure) \| |
| Arbitro:                            | Farina (Novi Ligure) |       |        |                                                            |

| Arbitro: | Racalbuto (Gallarate) |

|               |           |  |
| Palladini 60’ | Marcatori |  |

| Arbitro: | Bettin (Padova) |

|  |           |            |
|  | Marcatori | 31’ Casale |

| Arbitro: | Beschin (Legnago) |

|                                             |           |               |
| G. Bizzarri 3’ E. Filippini 11’ Corrado 66’ | Marcatori | 16’ Mirabelli |

| Arbitro: | Treossi (Forlì) |

|  |           |             |
|  | Marcatori | 48’ Maspero |

| Arbitro: | Serena (Bassano del Grappa) |

|                           |           |                                   |
| Cristiani 1’ Petrachi 52’ | Marcatori | 18’ Voria 41’ Alessio 75’ Mazzoli |

| Bari 1º dicembre 1996 12ª giornata | Bari               | 0 – 0 | Cremonese | Stadio San Nicola\| Arbitro: \| Stafoggia (Pesaro) \| |
| Arbitro:                           | Stafoggia (Pesaro) |       |           |                                                       |

| Arbitro: | Rossi (Ciampino) |

|                  |           |             |
| G. Bresciani 73’ | Marcatori | 77’ Bettoni |

| Arbitro: | Gambino (Barletta) |

|                    |           |  |
| Maspero 59’ (rig.) | Marcatori |  |

| Arbitro: | Gronda (Genova) |

|            |           |            |
| Vasari 15’ | Marcatori | 4’ Perovic |

| Arbitro: | Pellegrino (Barcellona Pozzo di Gotto) |

|                    |           |                 |
| Maspero 47’ (rig.) | Marcatori | 60’ C. Bellucci |

| Arbitro: | Dagnello (Trieste) |

|             |           |  |
| Dionigi 13’ | Marcatori |  |

| Arbitro: | Preschern (Mestre) |

|                        |           |           |
| Perovic 29’ Aloisi 48’ | Marcatori | 25’ Russo |

| Empoli 26 gennaio 1997 19ª giornata | Empoli           | 0 – 0 | Cremonese | Stadio Carlo Castellani\| Arbitro: \| Rossi (Ciampino) \| |
| Arbitro:                            | Rossi (Ciampino) |       |           |                                                           |

#### Girone di ritorno
| Cremona 2 febbraio 1997 20ª giornata | Cremonese       | 0 – 0 | Chievo | Stadio Giovanni Zini\| Arbitro: \| Sirotti (Forlì) \| |
| Arbitro:                             | Sirotti (Forlì) |       |        |                                                       |

| Arbitro: | Braschi (Prato) |

|                                         |           |  |
| Pereira 22’ D. Morello 81’ Masolini 86’ | Marcatori |  |

| Arbitro: | Branzoni (Pavia) |

|                                |           |                   |
| Mirabelli 56’ Giandebiaggi 89’ | Marcatori | 90’ (rig.) Bonomi |

| Arbitro: | Pin (Conegliano) |

|                                                       |           |  |
| Serra 45’ D'Aloisio 73’ (rig.) Schwoch 84’ Torino 88’ | Marcatori |  |

| Cremona 2 marzo 1997 24ª giornata | Cremonese          | 0 – 0 | Salernitana | Stadio Giovanni Zini\| Arbitro: \| Preschern (Mestre) \| |
| Arbitro:                          | Preschern (Mestre) |       |             |                                                          |

| Arbitro: | Ercolino (Cassino) |

|                                  |           |                                     |
| A. Orlando 34’ (aut.) Sotgia 56’ | Marcatori | 41’ (rig.) Maspero 75’ G. Bresciani |

| Arbitro: | Dagnello (Trieste) |

|                            |           |               |
| G. Bresciani 21’ Susic 28’ | Marcatori | 61’ Palladini |

| Arbitro: | Nucini (Bergamo) |

|                               |           |                  |
| F. Palmieri 21’ Macellari 65’ | Marcatori | 23’ G. Bresciani |

| Arbitro: | Boggi (Salerno) |

|  |           |                 |
|  | Marcatori | 50’ G. Bizzarri |

| Arbitro: | Bazzoli (Merano) |

|            |           |              |
| Aloisi 34’ | Marcatori | 94’ Ferrante |

| Arbitro: | Rodomonti (Teramo) |

|                         |           |               |
| Guidoni 14’ Mazzoli 94’ | Marcatori | 19’ Mirabelli |

| Arbitro: | Treossi (Forlì) |

|  |           |             |
|  | Marcatori | 21’ Ventola |

| Arbitro: | Farina (Novi Ligure) |

|              |           |                       |
| Tangorra 60’ | Marcatori | 30’ Susic 69’ Perovic |

| Arbitro: | Dagnello (Trieste) |

|                                            |           |  |
| Teodorani 62’ Agostini 64’ Hubner 83’, 90’ | Marcatori |  |

| Arbitro: | Lana (Torino) |

|                                  |           |                                |
| Mirabelli 24’ Maspero 68’ (rig.) | Marcatori | 49’ Barraco 80’ (rig.) Saurini |

| Arbitro: | Rossi (Ciampino) |

|                                                  |           |                    |
| Zironelli 79’ Polesel 80’ C. Bellucci 84’ (rig.) | Marcatori | 12’, 45’ Mirabelli |

| Arbitro: | Ercolino (Cassino) |

|               |           |                                       |
| Mirabelli 22’ | Marcatori | 25’, 73’ Dionigi 34’ (aut.) Dall'Igna |

| Arbitro: | De Santis (Tivoli) |

|                                              |           |                       |
| Paci 25’ (rig.) Rastelli 43’, 58’ Scalzo 73’ | Marcatori | 46’, 86’ Giandebiaggi |

| Arbitro: | Bazzoli (Merano) |

|  |           |                 |
|  | Marcatori | 14’ C. Esposito |

### Coppa Italia
| Arbitro: | Dagnello (Trieste) |

|                                                 |                      |                                                          |
| A. Bonomi 30’ Lomi 120’                         | Marcatori            | 52’ Verdelli 116’ Maspero                                |
| Consonni Cecconi Lomi Garlini Baraldi Sassarini | Tiri di rigore 4 – 5 | Valorsi Mirabelli Giandebiaggi Manfredi Maspero Pedretti |

| Arbitro: | Pairetto (Nichelino) |

|                        |           |          |
| Aloisi 25’ Maspero 50’ | Marcatori | 3’ Poggi |

| Arbitro: | Stafoggia (Pesaro) |

|                   |           |                                 |
| Hubner 88’ (rig.) | Marcatori | 1’ Mirabelli 90’ (rig.) Maspero |

| Arbitro: | Bazzoli (Merano) |

|             |           |                               |
| Maspero 39’ | Marcatori | 23’, 90’ Andersson 78’ Magoni |

| Arbitro: | Rodomonti (Teramo) |

|                               |           |             |
| P. Bresciani 2’ Kolyvanov 76’ | Marcatori | 26’ Maspero |